# Gliese 742
Désignations
Gliese 742 (Gliese-Jahreiss 742) est une naine blanche située à 42 années-lumière de la Terre, dans la constellation du dragon. Avec une magnitude apparente proche de 13, elle n'est observable qu'à l'aide d'un télescope.

## Propriétés
Bien qu'elle ait été photographiée dès la fin du XIXe siècle dans le cadre du projet Carte du Ciel, elle n'a pas été identifiée en tant que naine blanche avant d'être observée par Gerard Kuiper en 1934. Cette observation en fit la cinquième ou sixième naine blanche découverte. Son spectre fut d'abord considéré comme pratiquement sans trait remarquable, mais de nouvelles observations montrèrent qu'il avait des bandes d'absorption inhabituellement larges et peu marquées,.
En 1970, quand des astronomes ont observé que la lumière émise par cette étoile était circulairement polarisée, elle devint la première naine blanche connue avec un champ magnétique. Dans les années 1980, des astronomes comprirent que les bandes d'absorption inhabituelles pouvaient être expliquées comme des bandes d'absorption de l'hydrogène, décalées par effet Zeeman,,.